# Fabriksockupationerna i Turin
Fabriksockupationerna i Turin är benämningen på en serie autonoma fabriksockupationer som ägde rum i den italienska staden Turin under mellankrigstiden. Med på plats fanns bland annat Errico Malatesta och Antonio Gramsci. Upproret begränsades inte Turin, utan skedde parallellt i Milano och andra platser i Italien och i de södra landsdelarna ockuperade bönder storgodsägares marker.

## Historia
Italien hade gått segrande ur första världskriget, men landet drogs med en hög arbetslöshet och radikala rörelser som uppstod såväl till höger som vänster. Den italienska arbetarrörelsen hade även vunnit centrala segrar som 8-timmarsdagen, fackföreningsrörelsen femdubblade sitt medlemsantal och ett enat socialistparti fick 32,3 procent i de allmänna valet 1919. På partikongressen i Bologna samma år beslutade partiet att pröva rådsprincipen för styrelse (se sovjet) men fackföreningsrörelsen var skeptisk.
De italienska arbetarna radikaliserades med framgångarna och i oktober 1919 påbörjades en serie icke fackföreningssanktionerade ockupationer i den italienska staden Turin och Milano, och i södra Italien ockuperade bönder storgodsägares marker. Genom ett råd, Fabrikskommittéernas exekutivråd, representerades 30 000 arbetare bland annat från Fiat-fabrikerna. Gramsci som vid tiden skrev för tidningen Ordine Nuovo håller tal inför arbetarna inne på Fiat och recenserar händelseförloppet i tidningen om att ett nytt samhälle håller på att ta form, men riktade också skarp kritik mot de valda avdelningskommissarierna om att det behövs disciplin. Ockupationen spred sig under 1920 till fler fabriker där arbetarna övertog driften och strejker ägde rum runtom i Italien. Arbetsgivarna försökte svara med lockout som ledde till fler ockupationer.
Ett ögonvittne till skeendet, Luigi Fabbri beskrev 1954 händelsen för den anarkistiska tidningen Umanità Nova att arbetarna körde iväg fabriksägarnas representanter och att arbetarråd bildades för att ta över ledningen av fabrikerna. Arbetarna beväpnades även med vapen från den ockuperade krigsindustrin, men på grund av kommunikations- och handelsproblem kom upproret ha svårt att vidgas.
Det Italienska socialistpartiet, inklusive kommunisterna som vid tiden ledde SPI, och fackföreningsrörelsen Conferazione Generale del Lavore (CGL) sanktionerade inte händelseförloppet. För att stoppa upproret beordrades den italienska flottan och 20 000 soldater att ingripa.

### Notförteckning
1. ↑  Ehnmark 2005

### Källförteckning
- Ehnmark, Anders (2005). En stad i ljus. Antonio Gramscis slutsatser. Norstedts, Stockholm.
- Ericson, Bengt och Johansson, Ingemar (1969). Anarkisterna i klasskampen. sidorna 98-104. Aldus/Bonnier, Stockholm.
- Jacobson, Staffan (2006): Anarkismens återkomst. Sidan 40. India Däck bokcafé, Lund.
- Riesel, René (1972). Råden och rådsorganisationen. Hönköping.